# United States Coast Guard Intelligence
Der Coast Guard Intelligence (CGI) ist der Nachrichtendienst der United States Coast Guard (US-Küstenwache).
Die United States Coast Guard ist in Kriegszeiten dem US-Verteidigungsministerium als 5. Teilstreitkraft zugeordnet, sonst aber dem United States Department of Homeland Security unterstellt. Der Coast Guard Intelligence liefert seine nachrichtendienstlichen Erkenntnisse aber parallel auch der Defense Intelligence Agency, dem zentralen Nachrichtendienst des Pentagon.

## Auftrag
Seine Hauptaufgabe ist der Schutz der Öffentlichkeit, der Umwelt, der ökonomischen Interessen und der Sicherheitsinteressen der USA im maritimen und litoralen Bereich in allen Regionen, wo diese Interessen gefährdet sind, insbesondere den internationalen Gewässern vor den USA, deren Küsten, Häfen und Binnenwasserstraßen. Die heutigen Aufgaben der Küstenwache umfassen Hafensicherheit, Suche und Rettung von Menschen in Seenot, Sicherheit der Seewege, und Schiffe, Rauschgiftbekämpfung und Schutz der Meereslebewesen vor verbotener Umweltverschmutzung oder Fischerei.

## Organisation
1996 reorganisierte die Coast Guard, in Übereinstimmung mit den Vorschlägen des Ausschusses des Präsidenten für die Integrität und Effizienz der Nachrichtendienste, jene Bereiche, die sich mit der Untersuchung von Verbrechen und Schutz vor Verbrechen befassen, zum Coast Guard Investigative Service (CGIS). Die Zentralisierung des CGIS bedeutet eine Reorganisation von oben. Special agents arbeiten nun für Special Agent-in-Charge (SAC). Die SACs berichten den Direktoren der CGIS-Regionalbüros, die wiederum an den Chief of Operations und den Vizechef der Küstenwache berichten.
Die sieben Regionalbüros sind in Boston, Portsmouth (Virginia), Miami, Cleveland, New Orleans, Alameda (Kalifornien), und Seattle angesiedelt.
- Intelligence & Criminal Investigations (CG-2)
- Counterintelligence (CG-2-CI)
- Coast Guard Investigative Service (CGIS)
- Intelligence Coordination Center (ICC)

### Assistant Commandant for Intelligence and Criminal Investigations
Der stellvertretende Kommandant für Nachrichtendienst und Kriminaluntersuchungen ist zuständig für die Leitung, Koordination und Überwachung aller nachrichtendienstlichen Aktivitäten und Untersuchungen zur Unterstützung der Aufgaben der Coast Guard, der National Strategy for Homeland Security (der nationalen Strategie für die Sicherheit des Heimatlandes) und der Nationalen Sicherheit.

### Field Intelligence Support Teams
Field Intelligence Support Team (FIST)s (Feldnachrichtenunterstützungsteams) sind eine wichtige Komponente der Coast Guard’s Ports, Waterways, and Coastal Security (PWCS) mission (Mission der Küstenwache für die Sicherheit von Häfen, Wasserwegen und Küsten) gegen eine Vielzahl von Bedrohungen der inneren Sicherheit. Entsprechend der Zuständigkeit des United States Coast Guard, ist die Hauptaufgabe der FIST das Sammeln von Nachrichten über maritime Bedrohungen, Austausch von Informationen mit Behörden und privaten Einrichtungen, das Sammeln und Analysieren und Verteilen von taktischen und operativen Informationen für Hafenkommandanten, Einheiten der Küstenwache und sonstige Regierungsbehörden.

## Geschichte
Nachrichtendienstliche Aktivitäten der Küstenwache  wurden 1915 durch die Installation eines Chief Intelligence Officer in deren Hauptquartier begründet. Dessen Pflichten ergaben sich aus dem Artikel 614: securing of information which is essential to the Coast Guard in carrying out its duties; for the dissemination of this information to responsible officers, operating units of the Coast Guard, the Treasury Department and other collaborating agencies; and the maintenance of adequate files and records of law enforcement activities.
Das Büro war relativ unbekannt bis zur Durchsetzung des 18. Zusatzartikels (welcher das Alkoholverbots regulierte), das große Schmuggelaktivitäten auslöste, als das CGI auf 45 Personen aufgestockt wurde. Das CGI leistete während der Prohibition sehr erfolgreiche Arbeit. Im Mittelpunkt der nachrichtendienstlichen Aktivitäten stand also zunächst die Aufklärung krimineller Aktivitäten, vor allem von Schmuggel.
1948 erweiterte sich das Spektrum der Aufgaben des CGI auf militärnachrichtendienstliche Aktivitäten. Das Mandat für den investigative service (Untersuchungsservice) erlaubte, dass dessen Spezialagenten bei Straftaten, Spionageaktivitäten und „Integrität des Personals“ innerhalb des Zuständigkeitsbereichs der Küstenwache ermitteln. Die Mehrzahl der Untersuchungen betraf Straftaten, die die Vorschriften des Uniform Code of Military Justice betrafen.
Die Reformen nach dem 11. September 2001 förderten die Beziehungen der Coast Guard Intelligence zu den anderen Mitgliedern der United States Intelligence Community.
Am 26. Dezember 2001 unterzeichnete der Präsident der USA George W. Bush einen Zusatz zum National Security Act von 1947, der die Coast Guard Intelligence zum Mitglied der United States Intelligence Community machte.